# Copa Ibarguren 1937
La Copa Ibarguren, también conocida como Campeonato Argentino Copa Dr. Carlos Ibarguren o Campeonato Argentino a secas, fue un torneo oficial del fútbol argentino. 
Esta fue la decimocuarta edición del torneo. Enfrentó a River Plate contra Rosario Central.

## Clubes clasificados
Clasificaron como Campeones del año 1937:
| AFA |  | Club Atlético River Plate     |  | Campeón de la Primera División de Argentina (1937)   |
| ARF |  | Club Atlético Rosario Central |  | Campeón del Torneo Gobernador Luciano Molinas (1937) |

## Desarrollo
El torneo enfrentó a River Plate; tricampeón de Primera División; contra Rosario Central; campeón de la Asociación Rosarina de Fútbol de 1937. El encuentro se disputó a final de temporada, el 8 de enero de 1938, en "El Gasómetro" de Boedo. Fue dirigido por el árbitro británico Isaac Caswell.
River Plate se consagraría campeón al vencer categóricamente por 5 a 0, consiguiendo así su primer título en la competición. Los cinco goles del encuentro, fueron anotados en el segundo tiempo. Sobre el final del partido, un altercado entre Alberto Cuello y Humberto Maffei, provocó que ambos equipos terminaran el partido con diez jugadores.
Una semana más tarde, "Los Millonarios" cerrarían una campaña histórica, al vencer a Peñarol de Montevideo y obtener todos los campeonatos posibles de la temporada (Primera División, Campeonato Argentino, y Copa Río de La Plata).
| 8 de enero de 1938 | River Plate | 5:0 | Rosario Central | Estadio El Gasómetro, Buenos Aires |  |

| Guardameta     | Sebastián Sirni    |     |
| Defensa        | Luis Vassini       |     |
| Defensa        | Alberto Cuello     | '83 |
| Centrocampista | Esteban Malazzo    |     |
| Centrocampista | Aarón Wergifker    |     |
| Centrocampista | José María Minella |     |
| Delantero      | Carlos Peucelle    |     |
| Delantero      | Eladio Vaschetto   |     |
| Delantero      | Bernabé Ferreyra   |     |
| Delantero      | José Manuel Moreno |     |
| Delantero      | Adolfo Pedernera   |     |
| DT             | Emérico Hirschl    |     |

| Guardameta     | Pedro Aráiz          |     |
| Defensa        | Justo Lescano        |     |
| Defensa        | Ignacio Díaz         |     |
| Centrocampista | Rafael Luongo        |     |
| Centrocampista | Germán Gaitán        |     |
| Centrocampista | Alberto Espeche      |     |
| Delantero      | Rosario Héctor Gómez |     |
| Delantero      | Salvador Laporta     |     |
| Delantero      | Humberto Maffei      |     |
| Delantero      | Roberto D'Alessandro |     |
| Delantero      | Aníbal Maffei        | '83 |
| DT             | Natalio Molinari     |     |

| Anotado | 50' | Ferreyra  |
| Anotado | 70' | Ferreyra  |
| Anotado | 73' | Ferreyra  |
| Anotado | 77' | Pedernera |
| Anotado | 80' | Moreno    |

| Guardameta     | Sebastián Sirni    |     |
| Defensa        | Luis Vassini       |     |
| Defensa        | Alberto Cuello     | '83 |
| Centrocampista | Esteban Malazzo    |     |
| Centrocampista | Aarón Wergifker    |     |
| Centrocampista | José María Minella |     |
| Delantero      | Carlos Peucelle    |     |
| Delantero      | Eladio Vaschetto   |     |
| Delantero      | Bernabé Ferreyra   |     |
| Delantero      | José Manuel Moreno |     |
| Delantero      | Adolfo Pedernera   |     |
| DT             | Emérico Hirschl    |     |

| Guardameta     | Pedro Aráiz          |     |
| Defensa        | Justo Lescano        |     |
| Defensa        | Ignacio Díaz         |     |
| Centrocampista | Rafael Luongo        |     |
| Centrocampista | Germán Gaitán        |     |
| Centrocampista | Alberto Espeche      |     |
| Delantero      | Rosario Héctor Gómez |     |
| Delantero      | Salvador Laporta     |     |
| Delantero      | Humberto Maffei      |     |
| Delantero      | Roberto D'Alessandro |     |
| Delantero      | Aníbal Maffei        | '83 |
| DT             | Natalio Molinari     |     |

| Anotado | 50' | Ferreyra  |
| Anotado | 70' | Ferreyra  |
| Anotado | 73' | Ferreyra  |
| Anotado | 77' | Pedernera |
| Anotado | 80' | Moreno    |

|                               |
|                               |
| Campeón River Plate 1º título |

| Predecesor: 1925 Campeón: Huracán | XIV Copa Ibarguren 1937 Campeón: River Plate | Sucesor: 1938 Campeón: Independiente |